# 米哈乌·斯库拉希
米哈乌·克日什托夫·斯库拉希（波蘭語：Michał Krzysztof Skóraś，2000年2月15日—），波兰男子足球运动员，司职中场。現效力於比利時職業聯賽球隊布魯日。他也代表波蘭國家足球隊參賽。他曾代表波兰国家队参加2022年国际足联世界杯，结果队伍止步十六强赛。

## 俱樂部生涯
2023年4月26日，斯库拉希與比利時職業聯賽球隊布魯日簽訂了一份為期四年的合約，並於7月1日正式加盟。

## 榮譽

### 俱樂部
波茲南萊赫
- 波蘭足球甲級聯賽冠軍：2021－22賽季

 布魯日
- 比利時職業聯賽冠軍：2023－24賽季[4]
- 比利時盃冠軍：2024－25賽季